# Housan (sockenhuvudort i Kina, Heilongjiang Sheng, lat 46,92, long 126,35)
Housan (kinesiska: 后三, 后三乡) är en sockenhuvudort i Kina. Den ligger i provinsen Heilongjiang, i den nordöstra delen av landet, omkring 130 kilometer norr om provinshuvudstaden Harbin. Antalet invånare är 18 823. Befolkningen består av 9 302 kvinnor och 9 521 män. Barn under 15 år utgör 12,0 %, vuxna 15-64 år 80 %, och äldre över 65 år 6,0 %.
Runt Housan är det ganska tätbefolkat, med 199 invånare per kvadratkilometer. Närmaste större samhälle är Wangkui, 14,0 km sydost om Housan. Trakten runt Housan består till största delen av jordbruksmark.
Genomsnittlig årsnederbörd är 807 millimeter. Den regnigaste månaden är juli, med i genomsnitt 229 mm nederbörd, och den torraste är januari, med 8 mm nederbörd.